# Hacımälik
Hacımälik (azerbajdzjanska: Haciməlik, före 1999 Azizbekov) är en ort i Azerbajdzjan.   Den ligger i distriktet Xanlar Rayonu, i den centrala delen av landet, 290 kilometer väster om huvudstaden Baku. Hacımälik ligger 495 meter över havet och antalet invånare är 3 871.
Terrängen runt Hacımälik är platt åt nordväst, men åt sydost är den kuperad. Runt Hacımälik är det ganska tätbefolkat, med 52 invånare per kvadratkilometer.. Närmaste större samhälle är Ganja, 6,9 kilometer nordväst om Hacımälik.
Trakten runt Hacımälik består i huvudsak av gräsmarker.